# Copa do Brasil 2018 (calcio a 5)
La Copa do Brasil 2018 è stata la 2ª edizione del torneo. La competizione si è giocata dal 5 aprile all'11 ottobre 2018.

## Primo turno
| Squadra 1 | Totale          | Squadra 2      | Andata | Ritorno |
| --------- | --------------- | -------------- | ------ | ------- |
| Joinville | 6 - 4 (2-0 dts) | São Lucas      | 5 - 1  | 1 - 3   |
| Eusébio   | 2 - 5           | Horizonte      | 2 - 3  | 0 - 2   |
| Tupi      | 8 - 3           | Álvares Cabral | 5 - 0  | 3 - 3   |

## Secondo turno
| Squadra 1       | Totale           | Squadra 2   | Andata | Ritorno |
| --------------- | ---------------- | ----------- | ------ | ------- |
| Joinville       | 6 - 3            | Assoeva     | 3 - 2  | 3 - 1   |
| Banco do Brasil | 10 - 9 (1-0 dts) | Porto       | 6 - 4  | 4 - 5   |
| Tupi            | 2 - 8            | Corinthians | 0 - 5  | 2 - 3   |
| Círculo Militar | 6 - 12           | Balsas      | 2 - 3  | 4 - 9   |
| ASEC            | w/o              | Macau       | 7 - 1  | -       |

## Quarti di finale
| Squadra 1   | Totale | Squadra 2       | Andata | Ritorno |
| ----------- | ------ | --------------- | ------ | ------- |
| Constelação | 9 - 4  | Banco do Brasil | 5 - 1  | 4 - 3   |
| Balsas      | 0 - 11 | Joinville       | 0 - 9  | 0 - 2   |
| Corinthians | 12 - 1 | Tubaronense     | 6 - 1  | 6 - 1   |
| Horizonte   | 4 - 3  | ASEC            | 3 - 2  | 1 - 1   |

## Semifinali
| Squadra 1   | Totale | Squadra 2 | Andata | Ritorno |
| ----------- | ------ | --------- | ------ | ------- |
| Constelação | 2 - 1  | Joinville | 1 - 2  | 1 - 9   |
| Corinthians | 5 - 0  | Horizonte | 3 - 0  | 2 - 0   |

## Finale
| Squadra 1 | Totale | Squadra 2   | Andata | Ritorno |
| --------- | ------ | ----------- | ------ | ------- |
| Joinville | 1 - 7  | Corinthians | 1 - 4  | 0 - 3   |